# Gabriel Achilier
Gabriel Eduardo Achilier Zurita, ou simplement Gabriel Achilier, né le 24 mars 1985 à Machala en Équateur, est un footballeur international équatorien au poste de défenseur à l'Orense SC.

## Biographie

### Équipe nationale
Gabriel Achilier est convoqué pour la première fois par le sélectionneur national Sixto Vizuete pour un match amical face à Haïti le 26 mars 2008 (victoire 3-1). 
Il fait partie de l'équipe équatorienne à la Copa América 2011 en Argentine. En juin 2014, le sélectionneur Reinaldo Rueda annonce qu'Enner est retenu dans la liste des 23 joueurs pour jouer la Coupe du monde 2014 au Brésil. 
Il compte 54 sélections et 1 but avec l'équipe d'Équateur entre 2008 et 2019.

## Palmarès
- Avec l'Emelec :
  - Champion d'Équateur en 2013

## Statistiques

### Statistiques en club
Le tableau ci-dessous résume les statistiques en match officiel de Gabriel Achilier durant sa carrière de joueur professionnel.
| Saison                | Club                  | Championnat           | Championnat | Championnat | Coupe(s) nationale(s) | Coupe(s) nationale(s) | Compétition(s) continentale(s) | Compétition(s) continentale(s) | Compétition(s) continentale(s) | Équateur | Équateur | Total | Total |
| Saison                | Club                  | Division              | M.          | B.          | M.                    | B.                    | Comp.                          | M.                             | B.                             | M.       | B.       | M.    | B.    |
| 2007                  | Deportivo Azogues     | Serie A               | 39          | 0           | -                     | -                     | -                              | -                              | -                              | -        | -        | 39    | 0     |
| 2008                  | Deportivo Azogues     | Serie A               | 25          | 1           | -                     | -                     | -                              | -                              | -                              | 1        | 0        | 26    | 1     |
| 2009                  | Emelec                | Serie A               | 28          | 1           | -                     | -                     | CS                             | 4                              | 0                              | -        | -        | 32    | 1     |
| 2010                  | Emelec                | Serie A               | 39          | 0           | -                     | -                     | CL+CS                          | 7+3                            | 0                              | -        | -        | 49    | 0     |
| 2011                  | Emelec                | Serie A               | 39          | 1           | -                     | -                     | CL+CS                          | 6+2                            | 0                              | 6        | 0        | 53    | 1     |
| 2012                  | Emelec                | Serie A               | 36          | 3           | -                     | -                     | CL+CS                          | 8+6                            | 0                              | 6        | 0        | 56    | 3     |
| 2013                  | Emelec                | Serie A               | 33          | 2           | -                     | -                     | CL+CS                          | 5+2                            | 0                              | 6        | 0        | 46    | 2     |
| 2014                  | Emelec                | Serie A               | 13          | 0           | -                     | -                     | CL                             | 4                              | 0                              | 4        | 0        | 21    | 0     |
| Total sur la carrière | Total sur la carrière | Total sur la carrière | 252         | 8           | -                     | -                     | -                              | 47                             | 0                              | 23       | 0        | 322   | 8     |